# Е471
Е471 - харчова добавка (емульгатор) природного походження, що легко і без шкоди засвоюється організмом

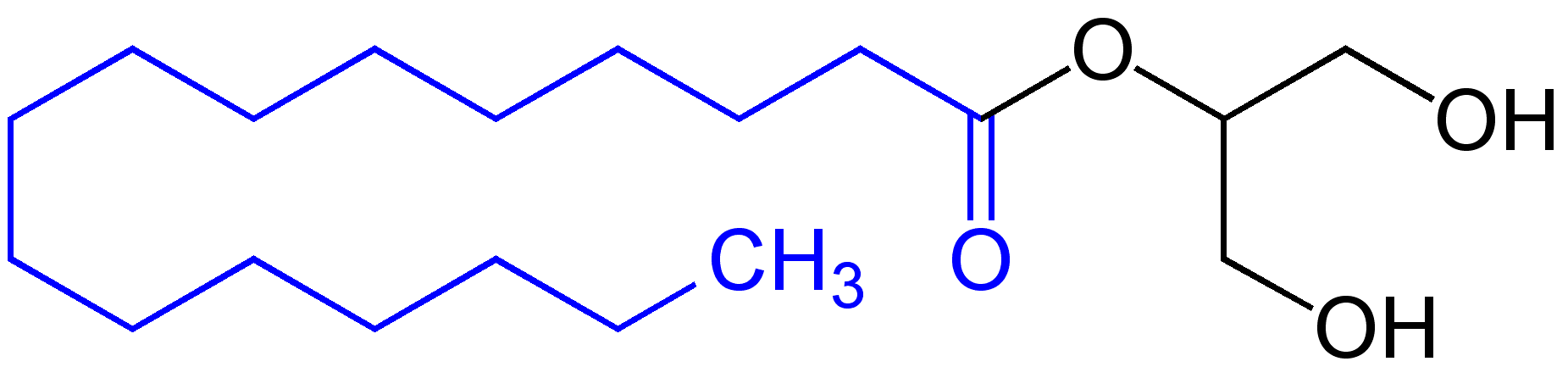
Приклад моногліцеридів

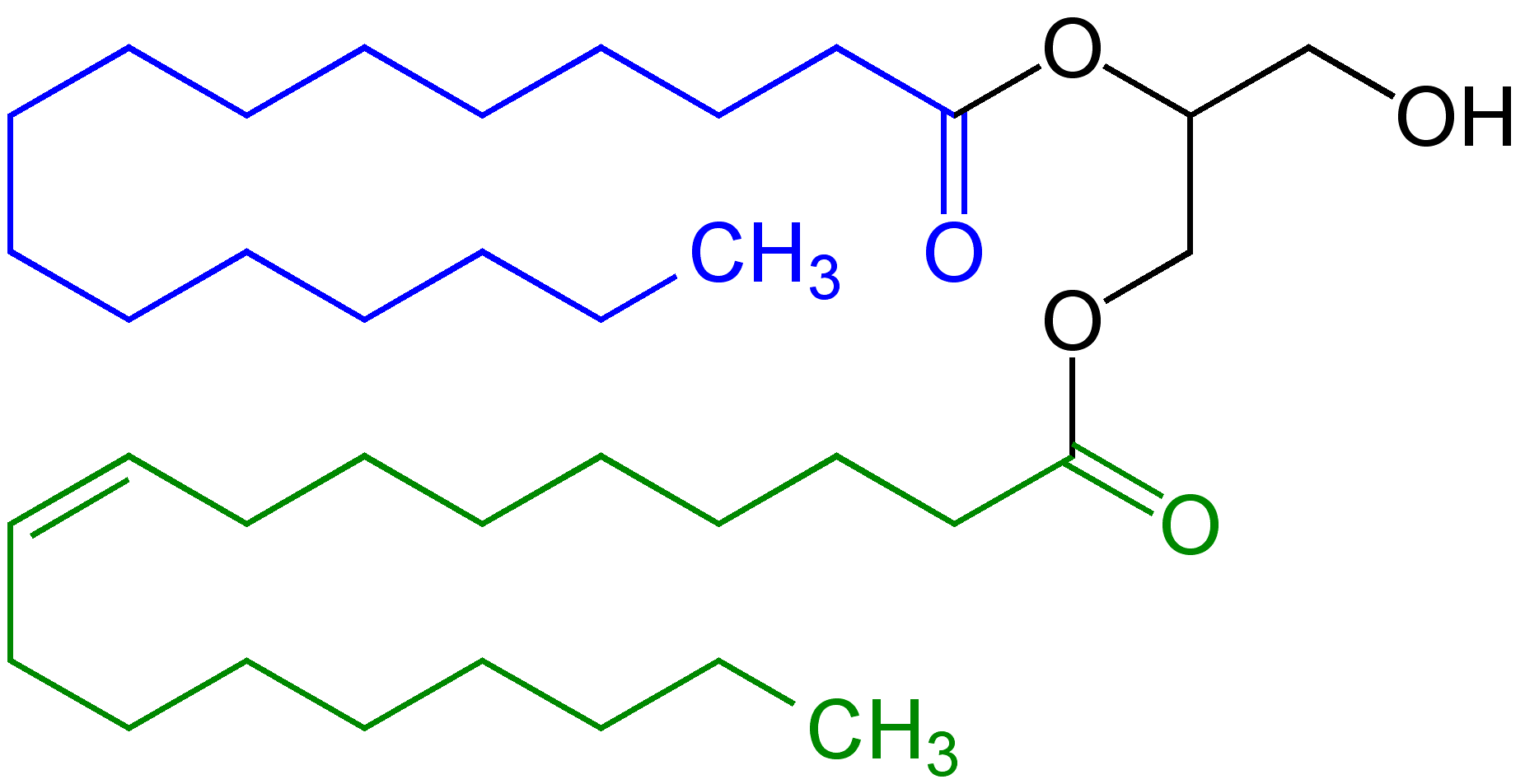
Приклад дигліцеридів.
Чорний - залишок гліцерину; синій - залишок насиченою жирної кислоти, зелений - залишок ненасиченої жирної кислоти

## Загальні дані
Харчова добавка E471 позначає ряд моногліцеридів і дигліцеридів жирних кислот. Застосовується в харчовій промисловості, як добавка емульгатора-стабілізатора. Має натуральне походження.

## Отримання Е471
Отримується дана добавка шляхом переетерифікації жирів при наявності вільного гліцерину. Молекулярною дистиляцією можна відокремити моногліцериди, підвищивши їх вміст у суміші до 90-95%. 
Домішки: нейтральні жири, вільний гліцерин, вільні жирні кислоти, складні ефіри полігліцерина.

## Використання і вплив на організм

### Використання добавки
Е471 використовується у харчовій промисловості для змішування «незмішуваних» рідин (приклад: змішування води та олії). Найбільш часто застосовується при виробництві маргарину, морозива, майонезів, йогуртів та інших продуктів з високим вмістом жирів.

### Вплив на людський організм
Добавка Е471 належить до групи натуральних безпечних добавок. В людському організмі переробляється так само, як і всі інші жири. Річ у тому, що моногліцериди і дигліцериди жирних кислот за своєю будовою дещо схожі на частково засвоєний натуральний жир, тож людський організм переробляє цей емульгатор, як і всі інші жири. Шкоди організму, пов'язаний з надмірним споживанням жирів, можуть завдати безпосередньо самі продукти, що містять цю добавку при їх постійному споживанні і у великих кількостях.